# Saze
Saze är en kommun i departementet Gard i regionen Occitanien i södra Frankrike. Kommunen ligger i kantonen Villeneuve-lès-Avignon som tillhör arrondissementet Nîmes. År 2022 hade Saze 2 097 invånare.

## Befolkningsutveckling
Antalet invånare i kommunen Saze
Referens:INSEE